# Outer Isolation
Outer Isolation è il secondo album in studio del gruppo musicale statunitense Vektor, pubblicato il 22 novembre 2011 dalla Heavy Artillery.

## Tracce
1. Cosmic Cortex – 10:22
2. Echoless Chamber – 5:16
3. Dying World – 5:18
4. Tetrastructural Minds – 5:21
5. Venus Project – 6:47
6. Dark Creations, Dead Creators – 3:25
7. Fast Paced Society – 6:45
8. Outer Isolation – 8:27

## Formazione
- David DiSanto – chitarra, voce
- Erik Nelson – chitarra
- Frank Chin – basso
- Blake Anderson – batteria